# RASD2
RASD2 (англ. RASD family member 2) – білок, який кодується однойменним геном, розташованим у людей на короткому плечі 22-ї хромосоми. Довжина поліпептидного ланцюга білка становить 266 амінокислот, а молекулярна маса — 30 366.
| 10         |  | 20         |  | 30         |  | 40         |  | 50         |
| ---------- |  | ---------- |  | ---------- |  | ---------- |  | ---------- |
| MMKTLSSGNC |  | TLSVPAKNSY |  | RMVVLGASRV |  | GKSSIVSRFL |  | NGRFEDQYTP |
| TIEDFHRKVY |  | NIRGDMYQLD |  | ILDTSGNHPF |  | PAMRRLSILT |  | GDVFILVFSL |
| DNRESFDEVK |  | RLQKQILEVK |  | SCLKNKTKEA |  | AELPMVICGN |  | KNDHGELCRQ |
| VPTTEAELLV |  | SGDENCAYFE |  | VSAKKNTNVD |  | EMFYVLFSMA |  | KLPHEMSPAL |
| HRKISVQYGD |  | AFHPRPFCMR |  | RVKEMDAYGM |  | VSPFARRPSV |  | NSDLKYIKAK |
| VLREGQARER |  | DKCTIQ     |  |            |  |            |  |            |

A: Аланін

C: Цистеїн

D: Аспарагінова кислота

E: Глутамінова кислота

F: Фенілаланін

G: Гліцин

H: Гістидин

I: Ізолейцин

K: Лізин

L: Лейцин

M: Метіонін

N: Аспарагін

P: Пролін

Q: Глутамін

R: Аргінін

S: Серин

T: Треонін

V: Валін

Білок має сайт для зв'язування з нуклеотидами, ГТФ. 
Локалізований у клітинній мембрані, мембрані.